# Grupo Lusófona
O Grupo Lusófona, também denominado de Ensino Lusófona, é uma organização de ensino superior portuguesa, que engloba vários estabelecimentos de ensino em território nacional e no Brasil, em Angola, em Cabo Verde e na Guiné-Bissau.

## Descrição
O programa Ensino Lusófona é composto por um agrupamento de várias instituições de ensino, sedeadas em cinco países da Comunidade dos Países de Língua Portuguesa, sendo a principal a Universidade Lusófona de Lisboa, que deu o nome ao agrupamento. O propósito destas instituições é o desenvolvimento das comunidades em que se inserem, do ponto vista cultural, financeiro e científico. Esta finalidade é atingida através da administração de estabelecimentos de ensino nos países lusófonos, e a aceitação de alunos destas nações nas unidades de ensino em Portugal.

### Organização
O Grupo Lusófona é formado pelas seguintes instituições: em Portugal, as Universidades Lusófonas de Lisboa e do Porto, o Instituto Politécnico da Lusofonia (Lisboa), o Instituto Superior Manuel Pereira Gomes (Portimão), o Instituto Politécnico de Gestão e Tecnologia (Vila Nova de Gaia), o Instituto Superior de Gestão e Administração (Santarém), o Instituto Superior D. Dinis (Marinha Grande). No continente africano, engloba a Universidade Lusófona de Cabo Verde, a Universidade Lusófona da Guiné-Bissau, e o Instituto Superior Politécnico de Humanidades e Tecnologias – Isupe-Ekuikui II (Angola), e no Brasil, consiste nas Faculdades Lusófonas da Bahia, São Paulo e Rio de Janeiro. O grupo é propriedade da COFAC - Cooperativa de Formação e Animação Cultural, cujo presidente da direcção, em Julho de 2021, era Manuel de Almeida Damásio, que também presidia ao grupo Ensinus, responsável pelas Escolas de Comércio de Lisboa e Porto e do Instituto Superior de Gestão — Business & Economics School. Uma investigação do jornal Observador nessa altura revelou as fortes relações entre a organização e o Partido Socialista, tendo a posição de directora-executiva da Universidade Lusófona da Guiné-Bissau sido ocupada, em Julho de 2020, por Teresa Rosário Damásio, filha de Manuel de Almeida Damásio, e deputada pelo Partido Socialista.

### Universidade Lusófona
Este estabelecimento está sedeado em Lisboa, e foi criado em 1987, a partir do Instituto Superior de Matemática e Gestão. Oferece cursos num vasto leque de áreas, como aeronáutica, urbanismo, cinema, desporto, turismo, direito, educação, engenharia, religião, medicina e gestão.

#### Instituto Superior de Ciências da Administração (extinto)
Este estabelecimento foi criado a partir da fusão do IESC - Instituto de Estudos Superiores de Contabilidade, e do ISHT - Instituto Superior de Humanidades e Tecnologias, tendo começado a funcionar em 2007. Estava sedeado em Lisboa.
Era destinado principalmente à formação de quadros no campos da gestão. Neste sentido, o seu currículo lectivo estava baseado em quatro grandes áreas: ensino graduado e pós-graduado sobre o tema da administração, incluindo cursos de contabilidade, gestão e outras áreas; formação profissional de trabalhadores, tanto do governo como de empresas privadas; investigação científica na área da gestão; e serviços de consultadoria e cooperação a nível nacional e internacional, incluindo a colaboração em programas de desenvolvimento. Esta entidade foi extinta e fundida em 2019 com a Escola Superior de Saúde Ribeiro Sanches, formando o Instituto Politécnico da Lusofonia, igualmente integrado no Grupo Lusófona.

#### Instituto Superior Politécnico do Oeste (extinto)
O Instituto estava sedeado em Torres Vedras, e era especializado nas áreas de ciências sociais, gestão, contabilidade, administração e informática.
Foi criado em 2005, através da fusão do Instituto Superior de Humanidades e Tecnologias de Torres Vedras e o Instituto Superior de Matemática e Gestão de Torres Vedras. Foi reconhecido como de interesse público pelo Decreto-Lei n.º 82/2005, de 20 de Abril. Deixou de funcionar em 2019, tendo sido uma das várias instituições de ensino encerradas nesse ano pelo governo, por determinação da Agência de Avaliação e Acreditação do Ensino Superior, que considerou que a instituição não reunia as normas de funcionamento mínimas para se manter em funcionamento.

#### Escola Superior de Educação Almeida Garrett (extinta)
A abertura deste estabelecimento de ensino foi autorizada pelo Ministério da Educação em 17 de Fevereiro de 1993, Estava sedeado no Palácio de Santa Helena, no bairro de Alfama, em Lisboa, que tinha sido adquirido pela Lusófona em Fevereiro de 1995. O grupo apresentou vários planos para a ampliação do edifício, sempre sem sucesso, e este acabou por ser alvo de obras ilegais, situação que foi criticada pelo arquitecto Samuel Torres de Carvalho, responsável pela adaptação do palácio a um condomínio de luxo, em 2018. Em Julho de 2019, a Escola Superior de Educação Almeida Garrett estava em risco de fechar, por não ter passado na avaliação da agência de acreditação do ensino superior, tendo o seu encerramento sido determinado pelo Despacho n.º 8437/19, de 30 de Agosto.

### Instituto Superior Manuel Teixeira Gomes
Esta escola está sedeada na cidade algarvia de Portimão, e foi fundada em 2004, através da fusão do Instituto Superior de Humanidades e Tecnologias de Portimão e do Instituto Superior de Matemática e Gestão de Portimão. O seu currículo educativo inclui licenciaturas, mestrados e pós-graduações em diversas áreas, como arquitectura, gestão, direito e psicologia.

Edifício do Instituto Superior Manuel Teixeira Gomes, em Portimão.

## História
Devido aos seus esforços pelo desenvolvimento cultural e tecnológico dos países de expressão portuguesa, em 2007 a Universidade Lusófona tornou-se observador-consultivo na Comunidade dos Países de Língua Portuguesa, tendo sido a primeira universidade a ser nomeada para aquela função. Este empenho foi reconhecido igualmente pelo estudo Comunidade dos Países de Língua Portuguesa (CPLP) no ensino superior em Portugal, elaborado por Isabel Pedreira e pela Direcção Geral de Estatísticas da Educação e Ciência, que distinguiu a Universidade Lusófona e o Instituto Politécnico de Lisboa como os dois estabelecimentos de ensino superior em Portugal que tinham acolhido mais alunos da C. P. L. P. entre 1995 e 2011.
Em 2018, o Grupo era o maior aglomerado privado de ensino em território português, sendo responsável por mais de vinte estabelecimentos de ensino, incluindo superior e de outras tipologias, localizados em Portugal, Moçambique, Brasil, Angola, Cabo Verde e Guiné. Em Julho de 2019, duas das instituições do Grupo Lusófona, o Instituto Superior de Novas Profissões, e a Escola Superior de Educação Almeida Garrett estavam em risco de encerrar, por terem falhado na avaliação da agência de acreditação do ensino superior.
Em Março de 2020, o Grupo Lusófona encerrou temporariamente as actividades lectivas em várias das suas escolas em território nacional, devido à Pandemia de COVID-19. Em Outubro desse ano, o ministro da Ciência, Tecnologia e Ensino Superior ordenou o encerramento compulsivo do Instituto Superior de Gestão e Administração de Leiria, que pertencia ao Grupo Lusófona, prevendo-se que o último ano lectivo seria o de 2021 a 2022. O ministro justificou esta medida com o relatório da comissão responsável pela avaliação, que «identificou diversas debilidades institucionais que evidenciam falhas relevantes na qualidade da instituição», incluindo «a inexistência de um sistema interno de garantia de qualidade, fortes dificuldades na captação de alunos [e] elevadas e preocupantes taxas de insucesso, retenção e abandono escolar».